# Bình Hòa, Bình Sơn
Bình Hòa là một xã thuộc huyện Bình Sơn, tỉnh Quảng Ngãi, Việt Nam.

## Vị trí địa lý
Xã Bình Hòa thuộc vùng đồng bằng ven biển phía đông nam huyện Bình Sơn, có tọa độ địa lý từ 15°11′ đến 15°25′ Bắc và từ 108°34′ đến 108°56′ Đông. 
- Phía Bắc: giáp xã Bình Phước.
- Phía Nam: giáp xã Bình Phú.
- Phía Tây: giáp huyện xã Bình Thanh Đông.
- Phía Đông: giáp xã Bình Trị và Bình Hải
- Xã Bình Hòa có 4 thôn, tên gọi theo thứ tự từ thôn 1 đến thôn 4;

Bình Hoà cách thị trấn huyện lị Châu Ổ 9 km về phía Tây Bắc, cách thành phố Quảng Ngãi 25 km, cách thành phố Đà Nẵng 120 km.

## Điều kiện tự nhiên
Mang đặc thù của khí hậu nhiệt đới gió mùa duyên hải Nam Trung Bộ với yếu tố địa hình sườn Đông Trường Sơn chi phối, đặc điểm khí hậu của xã được thể hiện rõ theo 2 mùa: mùa khô từ tháng 2 đến tháng 7 và mùa mưa từ tháng 8 đến tháng 1 năm sau.

### Nhiệt độ
Với tổng tích ôn hàng năm 9000-9500oC, số giờ nắng trung bình trong cả năm là 2343 giờ (từ tháng 4-7 trung bình 260-270 giờ/tháng và tháng 10 đến tháng 2 năm sau từ 120-180 giờ/tháng) cho thấy Bình Sơn có nền nhiệt độ tương đối cao. Nhiệt độ bình quân hàng năm: 25,7oC, nhiệt độ tối cao 41,0oC, nhiệt độ tối thấp 12,4oC.

### Lượng mưa
Tổng lượng mưa bình quân năm tương đối lớn (2301mm), nhưng phân bố không đều theo các tháng trong năm; tập trung ở các tháng 10, 11 với lượng mưa bình quân 400–500 mm/tháng, chiếm tới 48% lượng mưa cả năm. Các tháng 2, 3 và 4 có lượng mưa thấp nhất, trung bình chỉ vào khoảng từ 60–70 mm/tháng.

## Lịch sử
Vụ thảm sát Bình Hoà diễn ra trong Chiến tranh Việt Nam, do quân đội Hàn Quốc thực hiện vào các ngày 3, 5, 6 tháng 12 năm 1966 tại 5 địa điểm: buồng đất nhà ông Trắp, hố bom Truông Đình, Dốc Rừng, Đồng Chồi Giữa, đám ruộng giếng xóm Cầu, xã Bình Hòa, huyện Bình Sơn, Quảng Ngãi.
Nhằm trả đũa du kích Mặt trận Dân tộc giải phóng miền Nam bắn tỉa, núp trong dân thường, lính Hàn Quốc đã thực hiện một cuộc càn quét. Trong vụ thảm sát này, lính Hàn Quốc đã giết hại 430 người, trong đó có 269 phụ nữ (có 12 phụ nữ bị cưỡng hiếp đến chết), 104 người già, 174 trẻ em, 3 gia đình bị giết sạch không còn một ai.[1]
Năm 1990, chính quyền và nhân dân địa phương đã xây dựng 1 tấm bia tưởng niệm tại hố bom Truông Đình cao 2m, rộng 3m ghi lại tội ác này. Tháng 5 năm1991, di tích vụ thảm sát Bình Hòa được Bộ văn hóa Việt Nam xếp hạng và cấp bằng di tích quốc gia theo quyết định số 866 VH/QĐ ngày 20/05/1991. Hiện nay đã xây dựng nhà bia tưởng niệm các nạn nhân và tôn tạo các di tích.

## Di tích
Hiện nay trên địa bàn xã Bình Hòa có nhiều di tích của chiến thắng Vạn Tường năm 1965 như chiến hào thép Lộc Tự, đồi Ngọc Hương.